# Venta del Moro
Venta del Moro es un municipio español situado en el interior de la provincia de Valencia, en la comarca de Requena-Utiel. Cuenta con una población de 1158 habitantes (INE 2024). Se trata de un municipio castellanohablante, en el que el castellano cuenta con el predominio lingüístico reconocido legalmente.

## Geografía
Está integrado en la comarca valenciana de Plana de Utiel-Requena y se sitúa a 102 kilómetros de la capital provincial. El término municipal está atravesado por la autovía del Este entre los pK 259 y 263.
Su territorio es el tercero en extensión de la provincia de Valencia. El pueblo se halla a una altitud sobre el nivel del mar de 730 m, oscilando las altitudes del término municipal desde los, aproximadamente, 450 m de la ribera del río Cabriel hasta los 1000 m de la sierra del Rubial, pasando por los 700–800 m de los llanos donde se hallan las principales zonas agrícolas. Se puede decir que el término municipal está dividido en dos zonas paisajísticas muy diferentes: la parte oriental está compuesta por extensas zonas de cultivo de vid, salpicadas de pequeñas extensiones de pinares, y la occidental, que coincide con la sierra del Rubial y la ribera del río Cabriel, esta última más agreste y montañosa, con numerosos barrancos, recoge parajes de gran belleza como las espectaculares Hoces y Cuchillos del Cabriel, el puente de Vadocañas, construido en el siglo XVI sobre un basamento de origen romano, El Retorno, El Tete, Tamayo, Los Cárceles, La Fonseca. Incluye parte del parque natural de las Hoces del Cabriel
| Noroeste: Villargordo del Cabriel     | Norte: Fuenterrobles                      | Noreste: Caudete de las Fuentes |
| Oeste: Iniesta y Minglanilla (Cuenca) |                                           | Este: Requena                   |
| Suroeste: Villamalea (Albacete)       | Sur: Villamalea y Casas-Ibáñez (Albacete) | Sureste: Requena                |

## Historia

### La Prehistoria y los inicios de la Historia
En el término destaca el famoso yacimiento paleontológico del Puente de la Vía de final del Mioceno (6 millones de años) y donde se han encontrado importantes fósiles de los camellos gigantes más antiguos de Europa (Paracamellus aguirrei), antílopes (Tragoportax ventiensis, único en el mundo), antecesores de los toros (Parabos soriae), hipopótamos, elefantes gigantes, tigres de diente de sable, etc.
En cuanto a la presencia humana, en el abrigo de la Hoz de Vicente del río Cabriel se descubrieron en 1987 más de 100 representaciones pictóricas rupestres del Neolítico. También son varios los yacimientos y cultura material que marcan la presencia de los iberos en el término. Restos de cerámica nos señalan con casi total seguridad la explotación ya en época de los iberos de las Salinas de Jaraguas y también desde 1996 se está estudiando un importante alfar ibérico en el paraje de la Casilla del Cura del siglo V a. C. especializado en la producción de cerámica para su comercialización. Estos yacimientos, junto con otros del término municipal, Apedreaos y Moluengo, y de la comarca, El Molón en Camporrobles, La Peladilla en Fuenterrobles, estaban relacionados con la importante ciudad ibérica de Kelin (en Los Villares de Caudete de las Fuentes). Posteriormente, el territorio fue objeto de un proceso de romanización rápida del cual han quedado algunos vestigios.

### Venta del Moro en el Alfoz de Requena
La historia de Venta del Moro está fuertemente ligada a la de Requena, de la que ha sido aldea hasta su definitiva segregación en 1836. La comarca en general ha sido un territorio fronterizo de escaso poblamiento hasta el siglo XVIII, pero con una actividad importante de tránsito de mercancías y pasajeros. Ya a partir del año 1021, Requena marcó la divisoria entre los reinos de taifa de Toledo y Valencia. El Tratado de Cazola en 1179 entre Alfonso VII de Castilla y Alfonso II de Aragón reservaba la reconquista de Requena a los castellanos, como así sucedió con Fernando III hacia 1238. Alfonso X entregó su carta de población a Requena y su Tierra en 1257. Es una Carta Puebla benevolente que concede una serie de licencias y privilegios importante para los pobladores y le otorga el Fuero de Cuenca (posteriormente Fuero de Requena). Requena se siguió viendo favorecida por la concesión de Puerto Seco en 1264 y Almojarifazgo como aduana de Castilla, donde debían tributar las mercancías en tránsito. La Tierra de Requena, excepto breves periodos de dominio señorial con el Conde de Castrojeriz (1465-1468) y el marqués de Villena (1470-1480), ha sido tierra de realengo dentro del Reino de Castilla. Este primitivo alfoz de Requena englobó los actuales municipios de Requena, Utiel (hasta 1355), Mira (1537), Villargordo del Cabriel (1747), Camporrobles (1782), Caudete de las Fuentes, Fuenterrobles y Venta del Moro (los tres últimos hasta 1836).
Las actas del Concejo de Requena que principian en 1520 señalan Venta del Moro y Jaraguas como límites de su Redonda (1522) y como tierras de dehesas donde se señalan las de Realame y Palomarejo (1528) o Sevilluela (1545). Este adehesamiento produjo frecuentes conflictos con la vecina población de Iniesta que realizaba aprovechamientos forestales y ganaderos en esta tierra que estaba muy escasamente poblada. El 3 de agosto de 1557 el Concejo de Requena decidía realizar un cordón sanitario por peste hasta Venta del Moro. Una visita pastoral datada en 1579 del Obispo de Cuenca cita Venta del Moro como un lugar de 7 vecinos y 24 personas de comunión que en otra visita pastoral de 1588 se convertirían en 6 vecinos. En 1601, Juan Marco el Mozo, vecino de Requena, legaba tierras a favor de la fábrica de la iglesia de Venta del Moro. En 1593 se nombra por primera vez un alcalde pedáneo para Venta del Moro, primer antecedente, pues, de administración municipal.
Por tanto, la zona es de poblamiento reciente (sobre todo en el caso de las aldeas más pequeñas), aunque solo parece adivinarse un poblamiento más antiguo de Jaraguas por encontrarse en un altozano de carácter defensivo sobre la confluencia de tres ramblas y por su cercanía a unas salinas de explotación antigua. Todos los núcleos de población se encuentran cerca de una fuente o rambla que actuaría como razón inicial del hábitat: fuente Amparo y ramblas Albosa, Encaños y Salada en Jaraguas; fuente de los Desmayos en Venta del Moro; rambla Bullana con sus fuentes (Tío Mario, Fuente Grande, Hambre, Fuentecilla, etc.) en Casas del Rey; ramblas Albosa, Bullana y Varejo en Casas de Pradas, etc.

### El origen del topónimo y pueblo de Venta del Moro
Se basa en la hipotética existencia de una venta regentada por algún musulmán en el camino que iba de Toledo a Valencia y que comunicaba Iniesta con Requena por el Puente de Vadocañas. Este puente (término de Venta del Moro e Iniesta) fue reconstruido definitivamente, tras diversas riadas, en su estado actual por la villa de Iniesta a mediados del siglo XVI, del que se habla en las Relaciones de pueblos del Obispado de Cuenca mandadas hacer por el rey Felipe II: Iniesta (1575) con las siguientes palabras: «hay una muy principal puente y edificio que loan los que ven a la parte de Vadocañas, camino de Requena y Valencia, de piedra labrada, fecha a costa de esta villa y repartimiento de vecinos, y con gran gasto que duró años, por no tener de propios, de un solo ojo y de gran altura y anchura. Pasan carros y gente. Tiene el ojo ciento y veinte pies en güeco de mucha largura. Dicen ser la mayor y mejor y de grandes y mayores piedras del reino, y pasan bestias, y todo lo demás, de Toledo y otras partes a Valencia y Requena donde está la aduana». Es también por Vadocañas por donde pasa la Cañada de La Mancha o San Juan que se une en las cercanías de Jaraguas con la Cañada de la Serranía de Cuenca o de Hórtola. Por tanto, ésta fue siempre una zona de tránsito de arrieros, caminantes, comerciantes y ganado entre Castilla y Valencia. Anteriormente al puente de piedra hay documentados en Vadocañas puentes de madera (1547) e incluso el paso del vado en barcas (1529).

### Censo de 1699
En el censo de 1699, Venta del Moro era aún un pueblo de solo 15 vecinos, pero será en la segunda mitad del siglo XVIII cuando se constata ya un importante crecimiento demográfico en la zona con aportes migratorios. De hecho, en las Respuestas Generales al Catastro del Marqués de la Ensenada de 1752 el término actual de Venta del Moro figura con un total de 101 vecinos (450 habitantes aproximadamente) repartidos entre Venta del Moro con 36 vecinos, Casas de Pradas con 12, 10 en Jaraguas, 7 en Tamayo y un muy reducido número de vecinos entre las aldeas más pequeñas del término y sus caseríos (4 en Casas de Moya y también en Las Monjas y Los Cárceles, 3 en Casas del Rey, 2 en Los Marcos...). Este Catastro cita la existencia además de la iglesia de Venta del Moro (entonces anexa a la parroquial de Villargordo y a la de San Salvador en Requena) de las ermitas de Jaraguas y Los Marcos. Es el mismo catastro el que calcula en 4490 almudes las tierras labrantías (no contabiliza parte del término municipal por quedar comprendido en las Respuestas Generales al Catastro de Requena), de las que un 96 % se cultivaban de cereal (trigo, avena, centeno y cebada) y solo una pequeña parte de viña (actualmente en régimen casi de monocultivo). Otros cultivos minoritarios que cita en la zona es el azafrán, garbanzo, cáñamo, verduras, hortalizas, maíz, guijas, etc. El olivo y almendro eran prácticamente inexistentes. El ganado estaba representado por 2000 cabezas de lanar, 1500 cabezas de cabras y 450 colmenas. Había una pequeña representación del sector textil compuesta por un peraire, un sastre y cinco tejedores, pero de dedicación no completa a su oficio. A mediados del siglo XVIII Requena y Utiel fueron unas de las principales poblaciones españolas dedicadas a la industria de la seda. En el cabezón de las rentas provinciales (alcabalas, millones, etc.) a Venta del Moro le tocaba pechar con 1919 reales de vellón. Este mismo Catastro de 1752 señala la no residencia en el término de ningún noble o hidalgo, ni tampoco miembro del clero.

### Crecimiento demográfico en la segunda mitad delsigloXVIII
En la segunda mitad del siglo XVIII el crecimiento demográfico se vio acelerado como consecuencia de la repartición en suertes de las dehesas del término (Sevilluela, Realeme) y el proceso de apropiación de los bienes comunales registrado en toda la Tierra de Requena. El 8 de mayo de 1780 por Real Resolución se crea la Junta de Propios y Arbitrios en Venta del Moro y Fuenterrobles, obligando a Requena a asignar 815 reales a Venta del Moro y 581 reales a Fuenterrobles y quedándose Requena la administración de las dehesas de la Sevilluela, Albosa, Realeme, Toconar y Cañada de Caudete.
En 1787, el censo de Floridablanca, contabiliza 1138 habitantes en Venta del Moro. En el siglo XVIII la figura del alcalde pedáneo es auxiliada también por un fiel de fechos.

### Petición de segregación municipal de Venta del Moro
Es el 13 de octubre de 1798 cuando Caudete de las Fuentes, Fuenterrobles y Venta del Moro (entonces aldeas de Requena) elevan un memorial a Carlos IV solicitando la segregación municipal por causas «de proporción, utilidad y necesidad», justificando su petición por su extensión, número de pobladores, existencia de iglesia, mesón, cárcel, horno y la distancia a Requena. Sin embargo, los trámites de segregación se paralizaron el 29 de agosto de 1800 a petición propia de los pueblos referidos debido a la falta de capital para proseguir con el expediente ante la retirada de apoyo en la iniciativa de varios terratenientes. Es en este expediente de intento de segregación (Archivo Histórico Nacional, Sección de Consejos Suprimidos, Legajo 5300, n.º 5) cuando el párroco de Venta del Moro certifica la existencia en el Padrón de Matrícula de 278 vecinos o 1807 almas.

### Efímeros ayuntamientos constitucionales
Venta del Moro tuvo un efímero primer ayuntamiento constitucional en 1813 que solo perduró hasta que la Constitución de Cádiz fue derogada por Fernando VII en mayo de 1814. En este breve periodo se constituyeron dos ayuntamientos constitucionales. También durante el trienio de 1820-1823 gozó de otro efímero ayuntamiento constitucional gracias al restablecimiento de la Constitución de Cádiz.

### Independencia definitiva del término municipal de Venta del Moro
En agosto de 1836, restaurada la Constitución de 1812, se alcanzó la independencia definitiva del término municipal de Venta del Moro, nombrando alcalde al mismo que había ejercido durante las primeras efímeras etapas constitucionalistas.
En 1845, el Diccionario Geográfico-Estadístico de Pascual Madoz describe el término con una población de 360 vecinos o 1432 almas; un terreno agrícola cultivado de 21 000 almudes con una producción de trigo, cebada, centeno, avena, vino, aceite, azafrán, patatas, lino, cáñamo, miel y hortalizas y la existencia de una fábrica de jabón, una de aguardiente, 2 almazaras de aceite y dos tejedores de lienzos vastos.
En una comarca isabelina o borbónica, fueron muchas las incursiones carlistas que afectaron al pueblo y aldeas de Venta del Moro, especialmente en la primera (1833-39) y última Guerra Carlista (1872-1875), con continuos saqueos y extorsiones a la población y gobierno locales, destacando las incursiones de los generales carlistas Ramón Cabrera, Miguel Gómez, Sancho el Fraile, Forcadell, Cucala, Santés apoyados por facciones carlistas locales (Peinado, El Puli, Timoteo Andrés el Pimentero). Fue en una incursión del carlista Santés cuando se supone ocurrió una quema del entonces incipiente archivo municipal de Venta del Moro, donde figuraban entre otros los documentos de segregación municipal. A los estragos propios que produjo la guerra habría que sumar los que producían las reiteradas epidemias de cólera que se declararon en 1834, 1854 y 1855 (las más virulentas), 1865 y 1866 o la de 1885 que ocasionó 77 defunciones en Venta del Moro y sus aldeas (véase: Pandemias de cólera en España). La segunda mitad del siglo XIX supuso el auge de la viticultura en toda la comarca.

### Incorporación a la provincia de Valencia
Por Real Orden del 26 de junio de 1851, Venta del Moro junto con el resto de la comarca (exceptuada Sinarcas) pasaban a incorporarse a la provincia de Valencia, fijándose el límite con Cuenca en el río Cabriel. Fue una decisión motivada especialmente por razones económicas (el comercio con Valencia era desde hacía muchos años una realidad creciente) y que fue apoyada por la oligarquía requense. Sin embargo, en el campo eclesiástico la dependencia de la diócesis de Cuenca se prolongaría hasta 1957.

## Símbolos
El escudo heráldico que representa al municipio fue aprobado oficialmente el 10 de diciembre de 2004 con el siguiente blasón:

«Escudo cuadrilongo de punta redonda. En campo de plata, un puente del natural, mazonado de sable sobre ondas de plata y azur, en relación con el puente de Vadocañas, y al emplazamiento estratégico de la población junto al río Cabriel. Sobre el puente un castillo con tres torres de su color, mazonado y aclarado de sable, con la leyenda alrededor: «Leal villa de Venta del Moro». Al todo, dos ramas de roble de sinople en orla. Por timbre, una corona real abierta.»
Diario Oficial de la Comunidad Valenciana n.º 4922 de 12 de enero de 2005

## Demografía
Venta del Moro cuenta con una población de 1158 habitantes (INE 2024).
| Gráfica de evolución demográfica de Venta del Moro entre 1842 y 2021                                                |
| |
| Población de derecho según los censos de población del INE Población de hecho según los censos de población del INE |

### SigloXX: auge y descenso demográfico
En el Nomenclátor de 1870 el término contaba con 2104 habitantes, repartidos en 453 casas (170 en Venta del Moro pueblo). En 1900 eran ya 3309 habitantes, prosiguiendo una tendencia de incremento demográfico que no cesaría hasta la década de 1950.
Es en la primera mitad del s. XX cuando Venta del Moro experimenta una importante progresión que la convierten en una especie de capital subcomarcal, aupada entre otros aspectos por el empuje de unas aldeas en plena fase de crecimiento demográfico, ya que algunas de ellas eran tan solo caseríos en el s. XIX (Los Marcos, Las Monjas, Pedriches, La Fonseca, etc.). Así se establecen en Venta del Moro 2 industrias alcoholeras, algunas bodegas, molino de harina, almazara de aceite, etc. donde se elaboraban los productos agrícolas procedentes de todo el término y de pueblos cercanos. Junto a ello, también se desarrolla una cierta infraestructura comercial y hostelera y aparecen los primeras manifestaciones culturales de importancia (fundación de la banda de música en 1908, inauguración del edificio del Gran Teatro en 1914 o fundación del primer club de fútbol en 1928). En 1915 una severa plaga de mildiu afectó a las viñas de la comarca.
A partir de 1927, todo el término municipal se ve afectado por uno de los proyectos de la Dictadura de Primo de Rivera, la construcción de la línea ferroviaria Baeza-Utiel, proyecto que se abandonó hacia noviembre de 1936, pero que supuso para el pueblo y sus aldeas un importante tránsito de gentes y un auge en la vida económica. Fueron muchas las familias que tras la paralización de las obras se quedaron a vivir en el término. En 1936, con la Guerra Civil, se produce un saqueo e incendio de las diferentes iglesias del término. En la posguerra, la Agrupación Guerrillera del Levante y Aragón registró una importante actividad en todo el término de Venta del Moro.
En 1940, el término municipal alcanza su máximo demográfico con 4566 habitantes, sufriendo a partir de ahora una verdadera sangría demográfica, especialmente en la década de los 60 cuando se pasa de 3959 habitantes en 1960 a 2776 en 1970. La emigración se dirige en los 50 y 60 hacia el extranjero y a Barcelona, Madrid y Valencia alimentado especialmente por jornaleros sin tierras y pequeños propietarios agrícolas. En las últimas décadas del siglo XX continua el éxodo rural, aunque con menos virulencia (2204 habitantes en 1981, 1755 en 1992, 1588 habitantes en 1999, 1497 en 2009). La sangría demográfica afecta especialmente a las aldeas, ya que algunas se quedaron totalmente despobladas en la década de los 70 (Pedriches, Fonseca, Santa Bárbara, Tamayo) y el resto ha descendido su población desde 1950 en proporciones alarmantes (superior al 80 % en Casas de Pradas y en Casas de Moya). El descenso demográfico también ha afectado, aunque en menor grado, a Venta del Moro pueblo que pasa de haber tenido 1453 habitantes en 1950 a 849 en 1999, a pesar de que en los últimos años está experimentando un cierto mantenimiento demográfico.[cita requerida]
El municipio, que tiene una superficie de 272,59 km², cuenta según el padrón municipal para 2024 del INE con 1158 habitantes y una densidad de 4,25 hab./km².

## Organización territorial
En el término municipal de Venta del Moro se encuentran también los siguientes núcleos de población:
- Casas de Moya (105)
- Casas de Pradas (116)
- Casas del Rey* (25)
- Jaraguas (125)
- Las Monjas (45)
- Los Marcos (40)

Venta del Moro tiene 1070 habitantes y 1167 residencias. 97 casas son temporales por lo que su población en los fines de semana es de 1167. En el verano hay 1310 habitantes en Venta del Moro, y 500 en Casas de Pradas. Además en Jaraguas no llega a 490, en verano. Aunque en fines de semana logra superar los 1000.
*Durante la II República, las Casas del Rey eran conocidas como las Casas de Lenin.

## Economía
Su economía está basada en la agricultura de secano con grandes extensiones de viña, principalmente de la variedad bobal (característica de toda la comarca), aunque también proliferan otras variedades (tempranilla o cencibel, macabeo, garnacha, tardana, royal, etc.). Actualmente, la viña ocupa el 65 % de la superficie agraria y su producción de uva oscila entre 35 y 40 millones de kilos según cosechas. Son más de una docena las bodegas que vinifican en el término, embotellando sus caldos bajo la denominación de origen Utiel-Requena. Como cultivos alternativos solo se encuentra el almendro (13 % de la superficie agraria), el olivo (5 %) y algunas extensiones de cereal (4 %). Su ganadería se reduce ya a una presencia testimonial de algunos rebaños de ovejas y granjas de cerdos y gallinas.
El resto de economía se complementa con el sector de la construcción y sobre todo la actividad comercial y hostelera, centrada especialmente en Venta del Moro pueblo, aunque con alguna presencia también en aldeas. En los últimos años se ha originado un crecimiento importante de empresas vinculadas con el turismo rural (albergues, hostal, casas rurales, empresas dedicadas al deporte de aventura). En cambio, la industria no agrícola es prácticamente inexistente.

## Administración y política
| Periodo   | Nombre                     | Partido   |
| --------- | -------------------------- | --------- |
| 1979-1983 | Cecilio García Onielfa     | PSPV-PSOE |
| 1983-1987 | Cecilio García Onielfa     | PSPV-PSOE |
| 1987-1991 | Cecilio García Onielfa     | PSPV-PSOE |
| 1991-1995 | Luis Beltrán Jiménez       | CI        |
| 1995-1999 | Luis Beltrán Jiménez       | PSPV-PSOE |
| 1999-2003 | Mª Amparo Cárcel Castillo  | PP        |
| 2003-2007 | Mª Amparo Cárcel Castillo  | PP        |
| 2007-2011 | Luis Beltrán Jiménez       | PSPV-PSOE |
| 2011-2015 | Luis Francisco López Yeves | PP        |
| 2015-2019 | Luis Francisco López Yeves | PP        |
| 2019-2023 | Luis Francisco López Yeves | PP        |
| 2023-act. | Luis Francisco López Yeves | PP        |

## Cultura

### Monumentos y lugares de interés
- Rutas:
- Vereda de la Mancha.
- Vereda de San Antón.
- Línea Férrea Baeza-Utiel (conserva túneles, puentes, etc.).
- Descenso del Río Cabriel.
- Microreservas y parajes de alto valor medioambiental:
- Los Cuchillos y las Hoces del Cabriel.
- La Derrubiada.

En todo el territorio existen diversas fuentes naturales, destacando las de Medrano, Amparo, Desmayos, Julianazo, Solar, Rebollo, de la Oliva, del Piojo, Gadea, de la Víbora, los Melones, Embardos, Cabezas, Cantos, Tía Matea, Ceino, Casilla del Cura, etc., algunas de ellas de muy saludables aguas, como en el caso de la fuente de la Zorra y los Desmayos.
- Iglesia de Cristo Rey. Edificio de interés arquitectónico en Casas del Rey.
- Iglesia de Nuestra Señora de Loreto. Edificio de interés arquitectónico.
- Iglesia de Nuestra Señora del Carmen. Edificio de interés arquitectónico en Las Monjas.
- Iglesia de San Antonio Abad. Edificio de interés arquitectónico de Casas de Moya.
- Iglesia de San Francisco Javier. Edificio de interés arquitectónico en Jaraguas.
- Iglesia de San Gregorio. Edificio de interés arquitectónico en Casas de Pradas.
- Iglesia de San Isidro Labrador. Edificio de interés arquitectónico de Los Marcos.
- Yacimiento Paleontológico. Descubierto a principios de los años setenta del pasado siglo, posee una inmensa riqueza en mamíferos y en plantas fósiles de la época del Mioceno terminal (hace aproximadamente unos 7 millones de años) que fueron encontrados en arcillas con lignito y margas.
- Puente Vadocañas. De interés arquitectónico.
- Puente Viejo. De interés arquitectónico.
- Plaza de Toros. Edificio de interés arquitectónico.

### Fiestas
- Semana Santa. Destaca el rito del Judas y el repique de campanas del Sábado de Gloria, además de la procesión del Silencio, de Viernes Santo y del Encuentro. En las calles cercanas a la iglesia se realizan enramadas.
- Los Mayos. Tradición ancestral muy arraigada en el pueblo y en algunas de sus aldeas, son los Mayos (cantos populares), que tienen lugar la noche del 30 de abril. En Venta del Moro se canta el mayo a la Virgen, coplas a la Virgen, mayo a las mozas y coplas de quintos.
- San Isidro Labrador. Tiene lugar el 15 de mayo.
- Fiestas patronales. Se celebran del 5 al 10 de diciembre en conmemoración de su patrona la Virgen de Loreto.
- Semana Cultural y de la Juventud. Durante la primera quincena de agosto se desarrollan diferentes eventos culturales, se pintan calles, se celebran bailes, etc.

### Gastronomía
Posee una amplia oferta gastronómica elaborada con productos naturales y recetas tradicionales, que el ayuntamiento ha recogido y editado en una publicación, a los que les sirve de complemento y buena compañía el buen vino que se obtiene de los viñedos del municipio.
Entre los guisos y arroces destacan: el guisado de cordero, el potaje de vigilia, el arroz con coliflor y bacalao, el arroz con bajocas, las almortas, etc. Otros platos típicos venturreños son el morteruelo de la matanza del cerdo, el pernil al horno, el bollo con sardinas y tajadas magras, la atasca y el moje de sardinas. Por último, en el apartado de postres, cabe destacar los buñuelos, las magdalenas borrachas, los mantecados, las torrijas y las migas dulces. Cabe destacar que la gastronomía típica de Venta del Moro, como la del resto de la comarca, es claramente castellana y no levantina.

## Noticias
- Descubren en Venta del Moro dos especies de murciélagos fosilizados con más de 6 millones de años. Fuente: ComarcalCV.com